# 扎克·安萨
安沙(Zak Andy Ansah，1994年5月4日—）是英格蘭的職業足球運動員，司職前鋒，現由英格蘭足球冠軍聯賽查爾頓租借至英格蘭足球乙級聯賽新港郡。